# Буда (Берзунць, Бакеу)
Буда (рум. Buda) — село у повіті Бакеу в Румунії. Входить до складу комуни Берзунць.
Село розташоване на відстані 224 км на північ від Бухареста, 30 км на південний захід від Бакеу, 111 км на південний захід від Ясс, 114 км на північний схід від Брашова.

## Населення
За даними перепису населення 2002 року у селі проживали 563 особи, усі — румуни. Усі жителі села рідною мовою назвали румунську.